# Megalestes haui
Megalestes haui – gatunek ważki z rodziny Synlestidae. Występuje w południowej Azji – odnotowano go w południowych Chinach i północnym Wietnamie. Takson Megalestes palaceus, wyszczególniony jako osobny gatunek w Czerwonej księdze gatunków zagrożonych IUCN, uznawany jest przez autorów World Odonata List za synonim Megalestes haui.